# Таємниця країни суниць
«Таємниця країни суниць» — дитячий казково-фентезійний роман українського письменника Радія Полонського, вперше видана в 1964 році. В 1973 році за мотивами твору студією «Київнаукфільм» було створено однойменний мультфільм.

## Сюжет
Шукаючи побільше суниць для своїх друзів, школярі Антошка, Дениско і Лариска потрапляють у дивовижну країну, наповнену суничними галявинами і населену дітьми, яких правитель Бевзь П'ятий та його помічник Одновусий перетворили на хуліганів, ябед та хвальків. За допомогою своєї дружби та місцевих чарів, котрі виконують будь-яку лічилочку, герої мають скинути тиранів і допомогти дітям стати чесними, сміливими та правдивими.